# ژاپن سنتر
ژاپن سنتر (انگلیسی: Japan Center) ساختمان اداری ۲۷ طبقه مستقر در شهر فرانکفورت است، که در سال ۱۹۹۶ احداث گردید.